# Spike Dudley
Matthew Jonathon Hyson (né le 13 août 1970 à Providence) est un catcheur américain connu sous le nom de Spike Dudley. 
Il se fait connaître dans la deuxième moitié des années 1990 à l'Extreme Championship Wrestling (ECW) sous le nom de Spike Dudley. Il y incarne un des fils de la famille Dudley, un clan dont les membres sont présentés comme les fils illégitime de Big Daddy Dudley. Il y remporte à deux reprises le championnat du monde par équipe de la ECW avec Balls Mahoney. Il reste dans cette fédération jusqu'à ce qu'elle se déclare en banqueroute en 2001.
Il rejoint ensuite la World Wrestling Federation / World Wrestling Entertainment (WWF puis WWE à partir de 2002) en 2001 où il devient champion hardcore de la WWF/WWE à huit reprises.

## Jeunesse
Hyson est fan de catch depuis l'enfance et travaille comme professeur dans une école primaire avant de devenir catcheur,.

## Carrière de catcheur

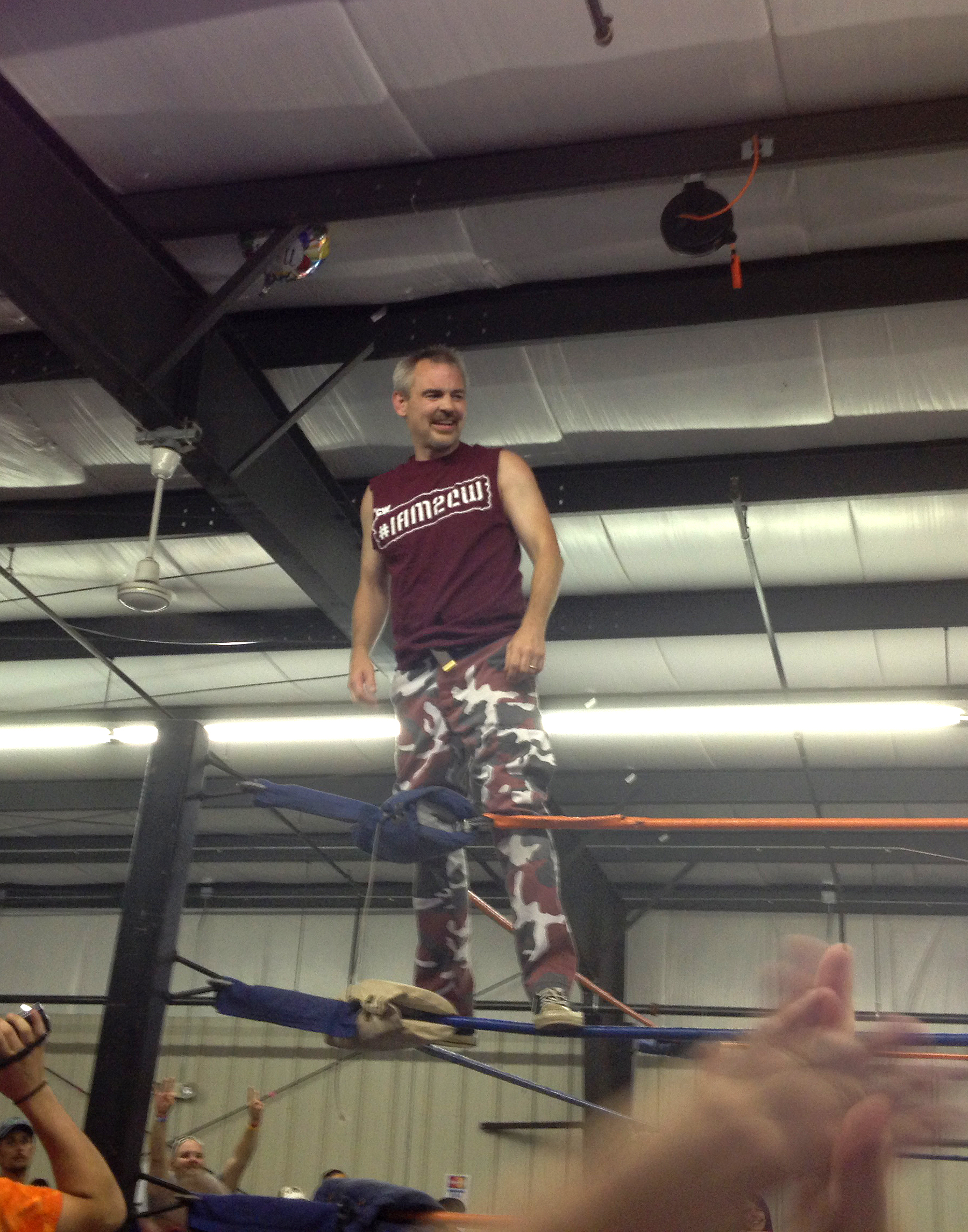
Matt Hyson.

### Entraînement et début de carrière en Californie (1994-1996)
Un jour, Hyson voit une publicité pour l'école de catch de la All Pro Wrestling, une fédération de catch de Californie,. Hyson part alors s'y entraîner et y travaille d'abord comme arbitre et manager avant de devenir catcheur.

### Extreme Championship Wrestling (1996-2001)
Hyson envoie une vidéo à la Extreme Championship Wrestling (ECW) qui l'engage. Paul Heyman, le promoteur de la ECW décide de faire de lui un des Dudley Brothers (en), une fratrie d'enfants illégitime de Big Daddy Dudley, et le nomme Spike Dudley. Il y incarne l'avorton de cette famille et fait équipe avec Bubba Ray Dudley. Ils deviennent les rivaux des Full-Blooded Italians (Little Guido et Tracy Smothers).
Bubba Ray Dudley le trahit le 1er février 1997 au cours de Crossing the Line Again (en) en l'attaquant avec D-Von Dudley. Spike lutte alors seul face à des catcheurs bien plus musclé que lui. C'est notamment le cas face à Bam Bam Bigelow où il perd le 17 août au cours de Hardcore Heaven.
Il commence à s'allier avec New Jack en 1998 avec qui il remporte le 1er mars durant Living Dangerously un match à trois équipes à élimination face aux Dudley Boyz ainsi qu'Axl Rotten et Balls Mahoney. Le 1er avril, Spike bat Bubba Ray Dudley avec l'aide de New Jack.

### World Wrestling Federation / Entertainment (2001-2005)
Il fait ses débuts à la WWF comme Spike Dudley et intervenint dans le TLC match de Wrestlemania X-Seven entre les Hardy Boyz, Edge et Christian et ses frères pour aider ces derniers. Il eut une relation avec Molly Holly qui durera toute l'année 2001. Il eut une rivalité
avec Stone Cold Steve Austin car Austin avait attaqué Molly avec un stunner, alors Spike demanda un match contre Austin qu'il perdit.
Début 2002, il se sépara de Molly.
En 2002, il fait équipe avec Bubba Ray pour créer une nouvelle équipe: les Dudley Boyz car D-Von a été drafté à Smackdown.
En 2003, Bubba Ray fut drafté à Smackdown et Spike se retrouva tout seul et enchaina les défaites.
En 2004, Spike fera un heel turn car en trahissant Rey Mysterio avec l'aide de ses frères et reformera les Dudley Boyz dont Spike devint le boss. À Armageddon 2004 il perdit son titre des poids moyens contre Funaki.
Spike eut sa revanche à No Way Out 2005 et ce fut un combat avec tous les meilleurs poids moyens de Smackdown mais Chavo Guerrero remporta le match. Son contrat a expiré fin 2005. 

### Total Nonstop Action Wrestling (2006-2007)
Après son départ de la WWE, il signa à la TNA et Hyson fait ses débuts le 13 avril 2006 épisode de Impact!, empêchant Eric Young de faire passer Brother Devon à travers une table et d'attaquer chaque membre du Team Canada. Hyson ensuite célébré avec Brother Devon et Brother Ray et fut identifié comme Brother Runt. Brother Runt a continué de faire partie de la Team 3D lors de querelles avec Abyss et le James Gang.
Durant le reste de l'année, Brother Runt continué à se battre contre Abyss et plusieurs autres lutteurs poids lourds tout en ayant une brève alliance avec Raven (Raven ayant sauvé Runt d'être envoyé par Abyss à travers deux tables), avant de le trahir le 15 septembre 2006. En septembre et octobre 2006, Hyson eut un nouveau look.
Lors de la TNA Final Resolution, le 21 janvier 2007, un Brother Runt ivre coûta à la Team 3D le NWA World Tag Team Championship contre LAX (Latin American Exchange) en sautant sur Homicide. Runt revint le 12 avril à Impact! après avoir été attaqué par LAX en coulisses. Le 15 août 2007, Runt a été libéré par TNA après plusieurs mois d'inactivité. Le 16 avril 2009, il est apparu à TNA iMPACT! avec Balls Mahoney dans un taxi en interrompant Mike Tenay et West Don. Il souhaita bonne chance à Team 3D pour leur match à Lockdown. Plus tard, ils ont été attaqués par Beer Money Inc..

### Circuit indépendant (2007-2009)
Hyson a ensuite travaillé pour différentes promotions indépendantes telles que Top Rope Promotions (où il est entraîneur), Squared Circle Wrestling (2CW), et Big Time Wrestling (BTW).

### Retour à la TNA (2010)
Il revient à la TNA comme Brother Runt le 15 mars 2010 à Impact! dans un Six-Man Tag Team match, où lui et la Team 3D ont été vaincus par The Nasty Boys et Jimmy Hart.

### Squared Circle Wrestling
Lors de Living On The Edge 8 - Tag 2, il perd contre MASADA dans un No Holds Barred Match.

## Palmarès
- Big Time Wrestling (BTW)
  - 1 fois champion poids lourd de la BTW[10]
- Chaotic Wrestling (CW)
  - 1 fois champion par équipes de la CW avec Kyle Storm[11]
- Extreme Championship Wrestling (ECW)
  - 2 fois champion du monde par équipes de la ECW avec Balls Mahoney[12]
- New York Wrestling Connection (NYWC)
  - 1 fois champion poids lourd de la NYWC[13]
- Top Rope Promotions (TRP)
  - 1 fois champion poids lourd de la TRP[14]
- World Wrestling Federation / World Wrestling Entertainment (WWF/WWE)
  - 1 fois champion poids lourd légers de la WWE[15]
  - champion européen de la WWF/WWE[16]
  - 8 fois champion hardcore de la WWF/WWE[17]
  - 1 fois champion du monde par équipes de la WWF avec Tazz[18]

## Récompenses des magazines
- Pro Wrestling Illustrated
  - 4e catcheur le plus charismatique de l'année 2001[19]

| Année | 1997 | 1998 | 1999       | 2000       | 2001 | 2002 | 2003 | 2004 | 2005 | 2006 |
| ----- | ---- | ---- | ---------- | ---------- | ---- | ---- | ---- | ---- | ---- | ---- |
| Rang  | 277  | 121  | 84         | Non classé | 62   | 85   | 76   | 51   | 87   | 221  |
| Année | 2007 | 2008 | 2009       | 2010       |      |      |      |      |      |      |
| Rang  | 196  | 332  | Non classé | 326        |      |      |      |      |      |      |

- Wrestling Observer Newsletter
  - Pire match de catch de l'année 2006[21]